# Zaouia Sidi Tahar
Zaouia Sidi Tahar (franska: Zaouia Sidi Tahar (CR), Zaouia Sidi Tahar (Commune Rurale), arabiska: تيوت) är en kommun i Marocko.   Den ligger i provinsen Taroudannt och regionen Souss-Massa, i den centrala delen av landet, 400 km sydväst om huvudstaden Rabat. Antalet invånare är 9 506.